# Microestats europeus

Microestats europeus

Els microestats europeus són un conjunt de petits estats sobirans del continent europeu i les illes del voltant. En general s'inclouen Andorra, Liechtenstein, Malta, Mònaco, San Marino i Ciutat del Vaticà, així com Luxemburg en determinades característiques. Quatre d'aquests estats són monarquies, tres principats -Andorra, Liechtenstein i Mònaco- i un papat -Ciutat del Vaticà-.
El sud d'Europa és una de les quatre zones del món on es concentren els microestats existents ara com ara, estant les altres el Mar Carib, l'oceà Índic i Oceania.

## Definicions
El terme microestat es refereix a Estats independents i no s'ha de confondre amb el terme micronació, que són autodeclarats i no estan reconeguts, per tant no són ni Estats ni independents. D'acord amb una definició qualitativa els microestats també poden ser vistos com «estats protegits moderns, és a dir, els estats sobirans que han estat capaços de delegar unilateralment uns certs atributs de la sobirania a poders més grans a canvi de protecció per a la seva viabilitat política i econòmica en contra de les limitacions de la seva geografia o demografia». D'acord amb aquesta definició solament Andorra, Liechtenstein, San Marino i Mònaco es qualifiquen com a microestats, ja que són els que funcionen en estreta, però voluntària associació, amb el seu respectiu veí més gran.
Alguns estudiosos qüestionen la qualificació del Vaticà, també com un estat, argumentant que no compleix amb els «criteris tradicionals de la condició d'Estat» i que la «condició especial de la Ciutat del Vaticà està probablement considerada com un medi d'assegurar que el papa pot exercir lliurement les seves funcions espirituals, i en aquest sentit és vagament similar a la de la seu de les organitzacions internacionals».

## Les polítiques econòmiques i la relació amb la Unió Europea
Els microestats europeus són tots de mida i població limitada, i també els seus recursos naturals. Per tot això, s'han adoptat polítiques econòmiques especials, per regla general implica baixos nivells de tributació i poques restriccions a la inversió financera externa. La República de Malta és membre de ple dret de la Unió Europea, mentre que els altres cinc microestats europeus han obtingut relacions especials amb la Unió Europea. Molts dels microestats també han entrat en una unió duanera amb els seus països veïns per millorar la seva situació econòmica -Ciutat del Vaticà i San Marino amb Itàlia, Liechtenstein amb Suïssa, Mònaco amb França-. La majoria d'ells manquen de fronteres clarament marcades; per exemple, Mònaco formen una àrea metropolitana contínua amb els municipis veïns francesos -estant el més gran Beausoleil- i té molts carrers al llarg de la frontera o que fins i tot la travessen.

## Microestats

Bandera d'Andorra.

### Andorra
El Principat d'Andorra és una romanència feudal als Pirineus, un feu mantingut conjuntament pel bisbe d'Urgell i el Comtat de Foix amb una població de més de 84.000 habitants.
El Comtat de Foix es va unir a la corona francesa el 1607 i a causa d'això el rei de França i després el president de França van prendre el lloc del Comtat de Foix. Ha estat independent des de 1278. La seva llengua oficial és el català.

Bandera de Liechtenstein.

### Liechtenstein
El Principat de Liechtenstein és l'única resta de la política del Sacre Imperi Romanogermànic, després d'haver estat creat a partir dels comtats de Vaduz i Schellenberg el 1719 com un feu sobirà per als rics de l'austríaca Casa de Liechtenstein.
La seva població és de més de 30.000 habitants. A causa de la seva posició geogràfica entre Suïssa i Àustria, no va desaparèixer durant la reorganització massiva d'Alemanya després de la Revolució francesa i va evitar la reincorporació a l'imperi alemany més tard al segle xix.

Bandera de Malta.

### Malta
La República de Malta és un arxipèlag de set illes a la part central de la mar Mediterrània i té una població a la ratlla de 400.000 habitants, el que significa que té una població més gran que altres no microestats, en particular, Islàndia.
Malta està poblada des de 5200 aC. Va obtenir la independència de la Gran Bretanya el 1964. És membre de la Mancomunitat de Nacions (Commonwealth of Nations) i de la Unió Europea.

Bandera de Mònaco.

### Mònaco
El Principat de Mònaco a la Riviera francesa, governat per la Casa de Grimaldi des del segle xiii, va aconseguir la plena independència solament a propòsit de la cessió dels voltants de la regió de Niça del Piemont a França el 1860.
Mònaco es troba a la mar Mediterrània, amagat als Alps Marítims i té una població a la ratlla de 35.000 habitants. La seva monarquia constitucional està dirigida per l'príncep Albert II. La població és en un 95% catòlica romana. francès, anglès i italià són les tres llengües més parlades. La seva economia es basa en les manufactures lleugeres, serveis bancaris i financers, el transport marítim i el comerç, la I+D en biotecnologia i del medi ambient marí. El turisme i la venda de timbres postals és també un sector rendible per a Mònaco.

Bandera de San Marino.

### San Marino
La Sereníssima República de San Marino és l'últim supervivent d'un gran nombre de comunitats italianes autogovernades de l'edat mitjana. Va sobreviure a la consolidació d'Itàlia en Estats territorials de mida mitjana al segle xv i la unificació d'Itàlia al segle xix, degut sobre manera a la seva ubicació remota en una vall dels Apenins i a la seva decisió d'oferir refugi als dirigents del moviment d'unificació. Té una població d'aproximada de 30.000 habitants.

Bandera de la Ciutat del Vaticà.

### Ciutat del Vaticà
L'Estat de la Ciutat del Vaticà és l'últim vestigi dels antics Estats Pontificis, les terres en el centre d'Itàlia governades directament pel papa. Després de la unificació d'Itàlia al segle xix, els Estats papals es van convertir formalment en part del Regne d'Itàlia, però el Vaticà va disputar aquesta afirmació de l'autoritat geogràfica, i el papat va continuar exercint de facto el control polític sobre una àrea prop de la Basílica de Sant Pere a Roma. Més tard l'Estat sobirà del Vaticà es va establir pel Tractat del Laterà de 1929 entre el papa i el govern italià, en el que el papa reconeix l'Estat italià a canvi d'establir el catolicisme romà com la religió de l'Estat, i el reconeixement de la sobirania del papa en un petit Estat situat completament dintre de la ciutat de Roma. La seva població estable és per entre 600 i 700 habitants. El seu règim polític és la teocràcia.